# H9c2心肌母細胞株
H9c2 細胞株（cell line），是為一種心肌母細胞（cardiac myoblast）。

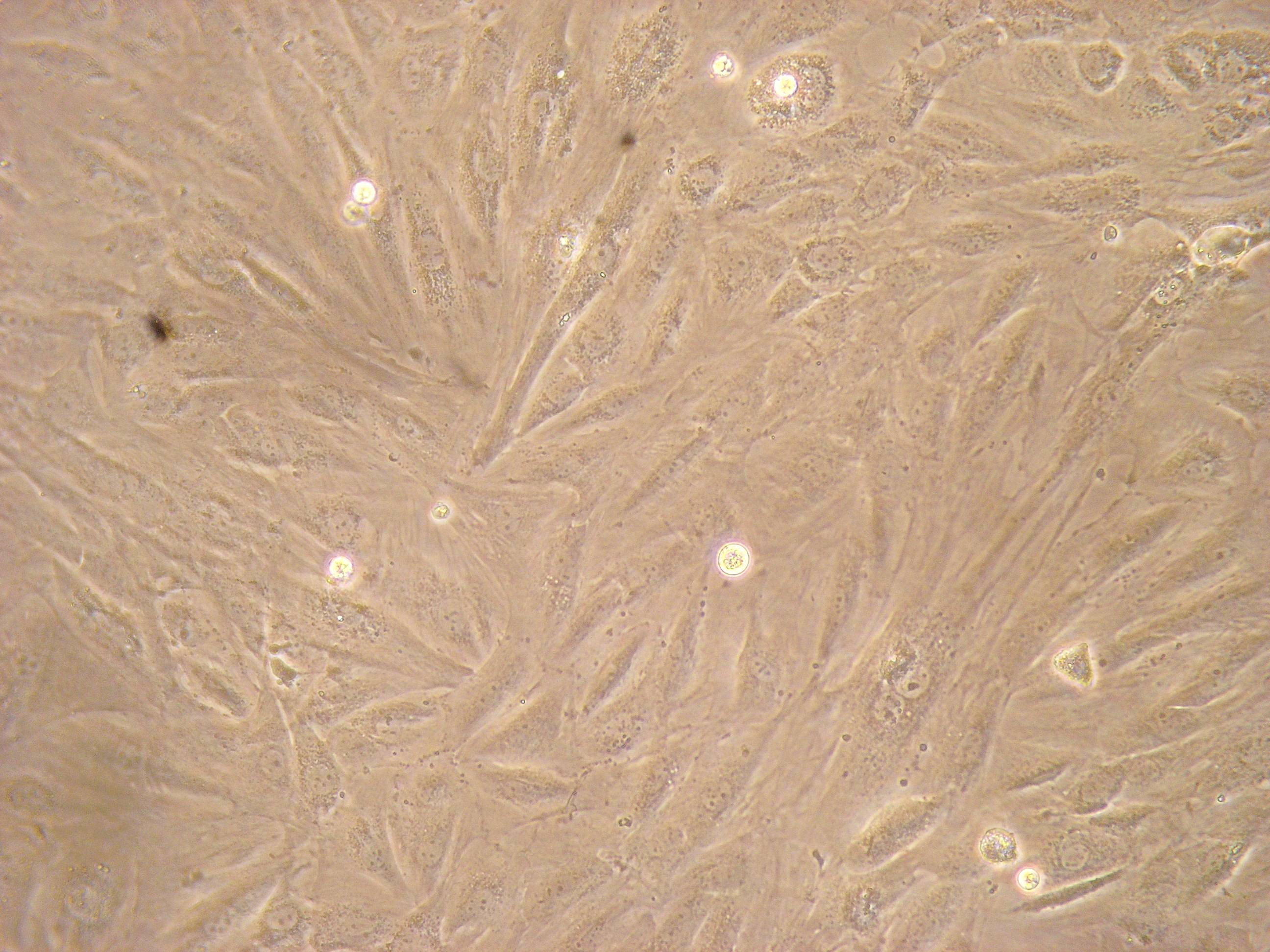
H9c2 Cell 200倍視野下高細胞密度

## 細胞來源
最初是早在1976年由學者Kimes與Brandt從大鼠（rat）品系BDIX，以鼠胚胎的心臟器官內之心室組織為最初細胞培養來源，以選擇性的繼代培養方式，成功繁殖出一株同時具有骨骼肌與心肌功能的特異心肌細胞株系。Kimes與Brandt學者宣稱在單核成肌細胞融合過程中，H9c2細胞功能表現上具有菸鹼酸接受器(nicotinic receptor)，並合成肌肉細胞專屬特異性功能的肌酸之磷酸激酶之同功酶（muscle-specific creatine phosphokinase isoenzyme）。

## 研究應用
在1980年至1990年代間，有關心肌細胞相關的研究通常多利用酵素分解方法，來應用於電流生理學與生物化學的研究範疇領域；其原因是為新鮮分離的心肌細胞無法大量並長期的繁殖於細胞培養實驗與心肌腫瘤相關研究極少所致。
因此，在1991年Hescheler等學者根據1976年Kimes與Brandt的研究結果，以四項生理功能表現，分別為凝集素結合模式（lectin binding pattern）、在電壓鉗制下膜電流的表現（membrane current under voltage-clamp conditions）、雙氫吡啶結合位置（1,4-dihydropyiridine binding site）、G蛋白訊號轉變（the signal-transducing G proteins）；再度對H9c2細胞在形態學、電流生理學、生物化學的特性上與正常心肌細胞所應具有的生理特質驗證。研究結果顯示，H9c2心臟成肌細胞株在有關抗心律不整藥物(antiarrhythmic drugs)、強心劑荷爾蒙（cardiotonic hormones）與在神經傳送素上鈣離子電流（neutrotransmitters on the Ca+2 current）的實驗是為一項可能的新工具。

## 外部連結
- ATCC（页面存档备份，存于）
- BCRC
- Cellosaurus entry for H9c2 （页面存档备份，存于）